# Juan Carlos Plata
Juan Carlos Plata   (Ciutat de Guatemala, 1 de gener de 1971) és un exfutbolista guatemalenc de la dècada de 2000.
Fou 87 cops internacional amb la selecció de Guatemala.
Pel que fa a clubs, destacà a CSD Municipal, durant tota la seva carrera.
A data de 2018 és el màxim golejador de la història de la lliga de Guatemala.
Un cop retirat fou entrenador assistent a CSD Municipal i a la selecció. Des de 2017 és primer entrenador a CSD Mixco.